# Religia hattycka
Religia hattycka – politeistyczna religia nieindoeuropejskiego ludu Hattytów (ich język zaliczany jest do rodziny paleokaukaskiej), przejęta później przez Hetytów.
Do ważnych bóstw należał bóg burzy Taru (Telepinu), bogini słońca Esztam (hetycka Warusenna), bóg wojny Wurunkatte i Inar.